# Charles Pozzi
Carlos Alberto Pozzi o  Charles Pozzi  va ser un pilot de curses automobilístiques francès de pares italians que va arribar a disputar curses de Fórmula 1.
Charles Pozzi va néixer el 27 d'agost del 1909 a París, França i va morir el 28 de febrer del 2001 a Levallois-Perret, als suburbis de París.

## A la F1
Va debutar a la sisena cursa de la història de la Fórmula 1 disputada el 2 de juliol del 1950, el GP de França, que formava part del campionat del món de la temporada 1950 de F1, de la que va disputar aquesta cursa.
Charles Pozzi no va participar en cap més cursa puntuable pel campionat de la F1, encara que si va córrer diverses proves no puntuables per la F1.

## Resultats a la F1
| Any  | Equip         | Xassís      | Motor  | 1   | 2   | 3   | 4   | 5      | 6   | 7   | Posició | Punts |
| ---- | ------------- | ----------- | ------ | --- | --- | --- | --- | ------ | --- | --- | ------- | ----- |
| 1950 | Charles Pozzi | Talbot-Lago | Talbot | GBR | MON | 500 | SUI | FRA 6* | BEL | ITA | -       | 0     |

(*) Cotxe compartit amb Louis Rosier.

### Resum
| Curses: | Victòries: | Pòdiums: | Poles: | Voltes ràpides: | Punts: |
| ------- | ---------- | -------- | ------ | --------------- | ------ |
| 1       | 0          | 0        | 0      | 0               | 0      |